# L'invasione delle scimmie acquatiche
L'Invasione delle scimmie acquatiche è a terza storia della serie horror per ragazzi La Strada della Paura, scritta da R. L. Stine. È stata la terza ad essere pubblicata in Italia.

## Trama
Scott e Glen acquistano una bustina di scimmie di mare ed hanno bisogno di acqua distillata per farle rivivere. Per avarizia o per pigrizia, invece di prendere acqua distillata riempiono una caraffa con acqua presa dallo stagno del bosco di Shadyside. In poco tempo, quelli che dovevano essere piccoli e graziosi crostacei diventano dei mostri che continuano a crescere giorno dopo giorno.